# Joachim Sudria
Joachim Sudria (Perpignan, 11 octobre 1875 - Paris, 15 mars 1950) est un ingénieur et professeur français, fondateur et premier directeur de l'École spéciale de mécanique et d'électricité (de sa fondation en 1905 jusqu'en 1950).

## Biographie
Descendant de sud-catalans (son père, Joaquim Sudria -Sudrià ?-, était natif de Llers (Ampourdan) ; sa mère s'appelait Anna Sardà). Il fait ses études au collège de Perpignan. Sudria étudia l'ingénierie à l'École polytechnique, et s'engage en 1896 dans l'armée, et y atteint le grade de lieutenant en 1898. Il étudie à l'École d'artillerie entre 1898 et 1900, quand il doit l'abandonner à la suite d'un accident de cheval. Il obtint le titre d'ingénierie de l'École supérieure d'électricité (Promotion 1901). Il se consacra ensuite à l'enseignement privé et, constatant la renommée qu'il obtint auprès des élèves que, avec succès, il préparait pour accéder aux Grandes écoles, décida en 1905 de fonder à Paris l'École spéciale de mécanique et d'électricité (ESME), qui offrait une formation supérieure de deux années,.
Utilisant ses propres biens, ajoutés aux bourses d'État, Sudria parvint à ce que la nouvelle école s'adapte aux besoins et difficultés des élèves. Il servit pendant la Première Guerre mondiale avec le grade de capitaine d'artillerie, comme chef de vérification de l'usine d'armement de Puteaux. Postérieurement, il fut professeur à l'École Pratique d'Électricité Industrielle et à l'ESTP.
En 1926, il obtint un doctorat en mathématiques à la Faculté de Sciences de Paris avec une thèse sur la théorie de l'action euclidienne. Sans laisser la direction de l'ESME, il devint professeur de Mécanique rationnelle à la Faculté Libre des Sciences (1928-1946) et travaille avec le mathématicien Gabriel Koenigs.
Parallèlement, il étend le cycle de préparation de l'École pour faire une école d’ingénieur. Il prit sa retraite de la direction en 1950 et il en nomma successeur son beau-fils Pierre Doceul. Il mourut peu après, et ses restes reposent au cimetière de l'Ouest de Perpignan.
En 1923, il a été nommé au grade de chevalier de l'ordre national de la Légion d'honneur puis promu officier en 1949.
On donna à l'école le nom d'ESME Sudria.

## Ouvrages
- Les unités électriques, exposé critique à l'usage des élèves des écoles techniques et des candidats à la licence en sciences, Paris, Vuibert, 1932 (lire en ligne)
- L'action euclidienne de déformation et de mouvement, París, Gauthier-Villars, 1935 (lire en ligne)
- « Sur la dérivée relative d'un vecteur, application au théorème de Coriolis », Nouvelles annales de mathématiques, journal des candidats aux écoles polytechnique et normale, no Sér. 5, 2,‎ 1923, p. 265-267 (lire en ligne)
- « Sur le mouvement d'une figure plane dans son plan », Nouvelles annales de mathématiques, journal des candidats aux écoles polytechnique et normale, no Sér. 5, 2,‎ 1923, p. 25-27 (lire en ligne)
- « Contribution à la théorie de l'action euclidienne », Annales de la Faculté des sciences de Toulouse : Mathématiques, no Sér. 3, 17,‎ 1925, p. 63-152 (lire en ligne)
- « Sur un théorème de calcul vectoriel et ses applications », Nouvelles annales de mathématiques, journal des candidats aux écoles polytechnique et normale, no Sér. 6, 1,‎ 1925, p. 298-300 (lire en ligne)
- Les Unités électriques, exposé critique à l'usage des élèves des écoles techniques et des candidats à la licence ès sciences. Janvier 1932.